# Serguéi Nevski
Serguéi Arsénievich Nevski Серге́й Арсе́ньевич Не́вский (1908- 1938) fue un botánico y orquidófilo ruso.

## Biografía
A pesar de que Serguéi Nevski se malogró a una edad temprana, sin embargo sus treinta años de vida fueron una gran contribución al conocimiento botánico.
Especializado en Poaceae, familia de plantas herbáceas que está compuesta por unos 270 géneros y están repartidas por todo el globo; Serguéi Nevski revisó prácticamente la mayoría de los géneros reclasificando y describiendo especies, creando algún género nuevo.
Así los géneros de la familia "Poaceae":

- Psathyrostachys Nevski
- Pseudoroegneria (Nevski) Á.Löve
- Taeniatherum  Nevski

Y las especies:

- Achnatherum splendens (Trin.) Nevski
- Agropyron aemulans (Nevski) N.M.Kusn.
- Anisantha teitorum (L.) Nevski
- Boissiera squarrosa (Banks & Sol.) Nevski
- Clinelymus glaucus (Buckley) Nevski
- Clinelymus sibiricus (L.) Nevski
- Colpodium vahlianum (Liebm.) Nevski
- Elytrigia repens  (L.) Desv. ex Nevski
- Elytrigia alaica (Drobow) Nevski
- Elytrigia elongata (Host) Nevski
- Elytrigia intermedia (Host) Nevski
- Elytrigia smithii (Rydb.) Nevski
- Eryngium biebersteinianum Nevski
- Hordeum intercedens Nevski
- Kengylia eremopyroides Nevski ex C.Yen, J.L.Yang & B.R.Baum
- Psathyrostachys juncea (Fisch.) Nevski
- Roegneria amurensis (Drobow) Nevski
- Roegneria borealis (L.) Nevski
- Roegneria canina (L.) Nevski
- Roegneria confusa (Roshev.) Nevski
- Roegneria drobovii Nevski
- Roegneria fibrosa (Schrenk) Nevski
- Roegneria pendulina Nevski
- Roegneria trachycaula (Link) Nevski
- Taeniatherum caput-medusae (L.) Nevski
- Triticum carthlicum Nevski
- Triticum carthlicum subsp. carthlicum (Nevski) A.Löve & D.Löve
- Zerna riparia (Rehmann) Nevski

La otra gran pasión botánica de Serguéi Nevski además de la familia Poaceae era la familia Orchidaceae, de la que describió algún nuevo género y varias reclasificaciones de especies, así:
Los géneros:
- Chusua Nevski (1935). Género de orquídeas simpodiales de China con 21 especies sinónimo de Ponerorchis Rchb.f.
- Dactylorhiza Neck. ex Nevski 1937
- Phlomis L.
- Pseudodiphryllum Nevski

Las especies:
- Dactylorhiza euxina (Nevski) Czerep.

## Honores

### Epónimos
En su honor, las siguientes especies llevan su nombre:
- Agropyron nevskii N.A.Ivanova ex Grubov
- Agrostis nevskii Tzvelev
- Allium nevskianum Vved.
- Astragalus nevskii Gontsch.
- Cancrinia nevskii Tzvelev
- Corydalis nevskii Popov
- Critesion nevskianum (Bowden) Tzvelev
- Dactylorhiza × nevskii H.Baumann & Künkele
- Delphinium nevskii Zakirov
- Elymus nevskii Tzvelev
- Elytrigia nevskii (N.A.Ivanova ex Rubov) N.Ulziykh. ex Tzvelev
- Ferula nevskii Korovin
- Hordeum nevskianum Bowden
- Impatiens nevskii Pobed.
- Juncus nevskii V.I.Krecz. & Gontsch.
- Lagochilus nevskii Knorring
- Lappula nevskii L.M.Raenko
- Lasiagrostis nevskii Roshev. ex Kom.
- Libanotis nevskii Korovin
- Lysiella nevskii Aver.
- Pistolochia nevskii (Popov) Soják
- Poa nevskii Roshev. ex Kom.
- Scutellaria nevskii Juz. & Vved.
- Seseli nevskii (Korovin) Pimenov & Sdobnina
- Silene nevskii Schischk.
- Taraxacum nevskii Juz.
- Veronica nevskii Boriss.

- La abreviatura «Nevski» se emplea para indicar a Serguéi Nevski como autoridad en la descripción y clasificación científica de los vegetales.[1]